# Indo-Iraniens
Cet article concerne les peuples indo-iraniens. Pour les langues indo-iraniennes, voir Langues indo-iraniennes.

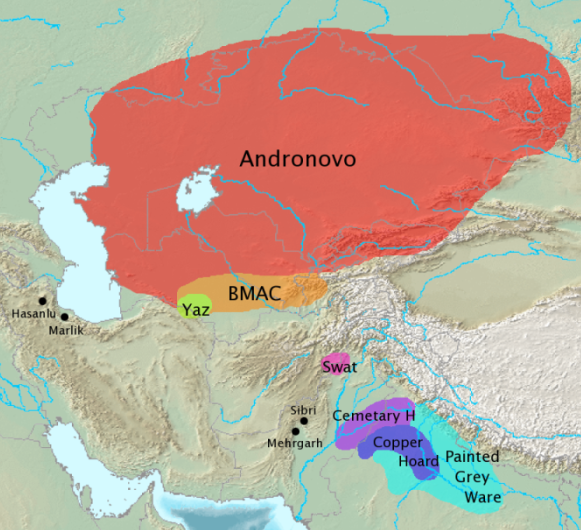
Cultures archéologiques associées aux Indo-Iraniens, d'après l'Encyclopedia of Indo-European Cultures.
La culture d'Andronovo et la culture Yaz sont dites indo-iraniennes. Le complexe archéologique bactro-margien (BMAC), la culture des tombes de Gandhara, le cimetière H, Copper Hoard et la culture de la céramique grise peinte sont présumées indo-aryennes.

Les Indo-Iraniens, également connus sous le nom d'Arya ou d'Aryens, de par leur propre désignation, sont des peuples indo-européens formant un groupe ethno-linguistique qui a amené les langues indo-iraniennes, branche majeure de la famille des langues indo-européennes, dans les régions centrale et méridionale de l'Asie. Ses principaux représentants sont les Indo-Aryens et les Irano-Aryens.

## Origines
Selon les études génétiques actuelles, les peuples indo-européens sont issus de la culture Yamna (d'environ 3600 à 2300 av. J.-C.), qui s'est développée dans la steppe pontique (en Ukraine et dans le Sud de la Russie d'Europe). La branche indo-iranienne est issue d'une expansion des peuples indo-européens vers l'est.
Les locuteurs des premières langues indo-iraniennes ont côtoyé au nord les locuteurs du proto-ouralien. La preuve linguistique la plus importante de la phase indo-iranienne est en effet constituée par des emprunts aux langues finno-ougriennes, parlées alors dans le nord de l'Eurasie. Elena Kuz’mina identifie les peuples finno-ougriens aux cultures andronoïdes de la zone de la pré-taïga à l'est de l'Oural. Comme certains des mots les plus anciens empruntés au finno-ougrien ne se retrouvent qu'en indo-aryen, les Indo-Aryens et les Irano-Aryens avaient apparemment déjà commencé à diverger au moment de ces contacts.
Sur le plan archéologique, la branche indo-iranienne peut être reliée à la culture d'Abachevo (d'environ 2300 à 1850 av. J.-C.), à l'ouest de l'Oural, à la culture de Sintachta (d'environ 2100 à 1800 av. J.-C.), dans le sud de l'Oural, puis à la culture d'Andronovo (d'environ 1900 à 1000 av. J.-C.), dans l'actuel Kazakhstan.

## Indo-Aryens
Poussés par les Irano-Aryens en expansion, les Indo-Aryens se dirigent vers le sud. Ils s'installent en Bactriane, dans le sud de l'actuel Ouzbékistan et le nord de l'Afghanistan. On leur attribue la culture bactro-margienne, ou culture de l'Oxus,
une culture de l'Âge du bronze datée d'environ 2200 à 1700 av. J.-C..
Une partie des Indo-Aryens s'orientent vers l'ouest et prennent la tête du royaume du Mittani, où ils apparaissent dans la terminologie militaire et religieuse. Ce royaume, qui a existé dans l'est de l'Anatolie d'environ 1500 à 1300 av. J.-C., a livré les plus anciens témoignages écrits de ce groupe linguistique. Le groupe principal poursuit sa route vers l'Afghanistan, puis le nord de l'Inde, où il entre au début du IIe millénaire av. J.-C..

## Irano-Aryens
Une étude génétique de 2018 montre qu'au moins depuis la fin du IIe millénaire av. J.-C., les steppes eurasiennes étaient probablement largement peuplées par des peuples de langue irano-aryenne.